# Бджолоїдка білолоба
Бджолоїдка білолоба (Merops bullockoides) — вид сиворакшоподібних птахів родини бджолоїдкових (Meropidae).

## Поширення
Вид поширений в Субсахарській Африці від Габону і Кенії до ПАР. Мешкає у саванах та відкритих лісах.

## Опис
Стрункий птах з довгим, квадратним хвостом. Тіло завдовжки 21-24 см, вага 28-38 г. Забарвлення барвисте. Спина, крила і хвіст — зелені. Підхвістя синє. Черево, груди та шия коричневі. Лицьова маска чорна. Лоб та підборіддя білі. Горло червоне. Дзьоб довгий, зігнутий, чорного кольору.

## Спосіб життя
Раціон складається в основному з бджіл, але вона також полює на інших літаючих комах. Гніздяться в колоніях до 200 птахів, риючи нори в піщаних урвищах або берегах.